# Marynarka Wojenna
Marynarka Wojenna Rzeczypospolitej Polskiej (Dansk: Den polske republiks flåde) – MW RP, eller uofficielt Polska Marynarka Wojenna – PMW, er den del af de polske væbnede styrker med ansvar for maritime opgaver. Flåden består af cirka 60 skibe (inklusiv 5 ubåde, 2 fregatter, 1 korvet, 5 missilfartøjer – i 2008) og 14.300 ansatte og værnepligtige. Det traditionelle præfiks for polske krigsskibe er ORP (Okręt Rzeczypospolitej Polskiej – "Den polske republiks skib").
Den polske flåde er en større søstridskraft i Østersøen, og hovedopgaven er da også krigsførelse i dette område. Flåden er også ansvarlig for SAR-operationer samt søopmåling, forskning og havundersøgelser.
I nyere tid er den polske flåde begyndt at tage del i internationale operationer, som invasionen af Irak i 2003, hvor den polske flåde bidrog med logistisk støtte til United States Navy.

## Oprindelse
Den polske flåde har sine rødder i de skibe der blev brugt på de polske floder som beskyttelse af handelstrafikken. Under trettenårskrigen (1454-1466), deltog disse flodstyrker for første gang i et decideret søslag på åbent hav. Ved slaget ved Wisła-lagunen, nedkæmpede en polsk kaperflåde en flåde fra den Tyske Orden, og sikrede dermed permanent adgang til Østersøen. Ved den anden fred ved Thorn i 1466 skaffede Polen sig adgang til den strategisk vigtige havneby Danzig (nuværende Gdańsk), og dermed også muligheden for at etablere en større flådestyrke i Østersøen. I 1561, efter en sejr over russiske flådestyrker i Østersøen erobrede den polske flåde endnu en strategiske vigtig havneby, Riga i det nuværende Letland.
Den polsk-litauiske realunion samlede flådes største sejr var i slaget ved Oliwa i 1627 mod Sverige under den polsk-svenske krig. Sejren over Sverige sikrede Polen permanent adgang til Atlanterhavet og lagde fundamentet for realunionens ekspeditioner udenfor Europas grænser. På dette tidspunkt forstod Kong Sigismund II Augustus I vigtigheden af en stående flåde. I 1625 oprettedes Komisja Okrętów Królewskich (Kommissionen for kongelige skibe). Denne kommission oprettede, med kongelige midler, en permanent flåde i Sejm i 1637. Dog blev der aldrig oprettet en passende støttestruktur for denne flåde, og den var stort set visnet væk allerede i 1650'erne.
Hertugdømmet Kurland, på dette tidspunkt et len i den polsk-litauiske realunion, havde en stærk flåde og indledte en kolonisering i Caribien. Man etablerede kolonier på Tobago i Vestindien samt i Afrika ved æstuariet ved Gambiafloden.
Selvom realunionen mellem Polen og Litauen var en stormagt i Central- og Østeuropa i det 16-18. århundrede udviklede statens flåde sig aldrig til dets fulde potentiale. Den korte polske kystlinie og den begrænsede adgang til Atlanterhavet gjorde at flåden aldrig rigtig blev særlig stor set i forhold til andre lande, især kolonimagterne Frankrig og Storbritannien. Polens tre delinger i slutningen af det 18. århundrede var enden på den selvstændige polske flåde.

## Det 20. århundrede
Efter 1. verdenskrig, etablerede den anden polske republik den 28. november 1918, efter ordre af forsvarschef Józef Piłsudski, den nuværende polske flåde. Flådens første chef blev kommandør Bogumił Nowotny. De første skibe i flåden blev skaffet fra den slagne tyske Kaiserliche Marine (på grund af britiske krav blev styrken dog ikke større end seks torpedobåde).
I 1920'erne og 1930'erne undergik den polske flåde en modernisering under ledelse af Viceadmiral Jerzy Świrski (Chef for marinestaben) samt kontreadmiral Józef Unrug (Chefen for flåden). Et antal moderne skibe blev bygget i Frankrig, Holland og Storbritannien. Til trods for ambitiøse planer (hvilket inkluderede 2 krydsere og 12 destroyere), betød nedskæringer i flådens budget på grund af den store depression, betød at flådens udbygning blev begrænset og flåden styrke ikke blev større end en mindre Østersøflåde. En enkelt ubåd (ORP Orzeł) blev bygget, og det var endda kun på grund af en folkelig indsamling. En af flådens vigtigste opgaver var at beskytte den polske kystlinie mod et sovjetiske Østersøflåde. Flåden fokuserede derfor på hurtige ubåde, destroyere og minekrigsførelse. I September 1939 bestod den polske flåde af 5 ubåde, 4 destroyere, en stor minelægger og adskillelige støttefartøjer og minestrygningsfartøjer. Flåden kunne intet stille op mod den overlegne tyske Kriegsmarine i en direkte konfrontation, så derfor blev det besluttet at fokusere på nålestiksangreb.

### 2. verdenskrig
2. verdenskrig fangede den polske flåde på det forkerte ben. Den polske flåde var i undertal, så flådeledelsen besluttede at trække skibene tilbage til Storbritannien (Operation Pekin), således at de kunne fortsætte kampen på allieret side og undgå at blive ødelagt eller erobret i Østersøen. Den 30. august, 1939, sejlede 3 destroyere (ORP Błyskawica, ORP Grom, og ORP Burza) til den britiske flådebase Leith i Skotland. Derfra opererede de i samarbejde med den britiske Royal Navy mod Aksemagterne. Det lykkedes også to ubåde at flygte fra Østersøen igennem de danske farvande til Storbritannien under felttoget i Polen i 1939 (ORP Orzeł, foretog en vovet flugt fra sin internering i Tallinn i Estland og sejlede uden søkort til Storbritannien. 3 ubåde blev interneret i Sverige mens resten af den polske flåde blev sænket af Luftwaffe.
Under krigen blev den polske eksilflåde suppleret med leasede britiske skibe; 2 krydsere, 7 destroyere, 3 ubåde og et antal mindre fartøjer. Den polske flåde kæmpede sammen med de allierede flåder i Norge, Nordsøen, Atlanterhavet, Middelhavet og eskorterede de atlantiske og arktiske konvojer. De polske flåde deltog aktivt i sænkningen af det tyske slagskib Bismarck og landgangen i Normandiet under D-dag. Under krigen mistede de polske styrker 1 krydser, 4 destroyere, 1 minelægger, 1 torpedobåd, 2 ubåde samt nogle mindre fartøjer (kanonbåde, minestrygere osv.) (I alt: 26 skibe – hovedsageligt i september 1939). De polske skibe detog i sænkningen af et tysk slagskib, en destroyer, seks andre overfladeskibe, to ubåde samt nogle tyske handelsfartøjer.

#### Operationer under 2. verdenskrig
Den følgende liste viser nogle af de operationer den polske flåde tog del i under krigen.
- Pekin: evakuering fra Polen (September, 1939)
- Worek: ubådsblokade af den polske kyst (September, 1939)
- Narvik: Kampe mod general Dietl's styrker under Operation Weserübung (April-June, 1940)
- Dynamo: evakueringen af allierede tropper fra Dunkirk (Maj/ Juni, 1940)
- Halberd: Eskorte af konvojer til Malta (1941)
- Anklet: Britiske specialstyrkeraid på Lofoten, Norge (November, 1941)
- Harpoon: Eskorte af konvojer til Malta (Juni 1942)
- Jubilee: Angreb på den tyskbesatte havn Dieppe, Frankrig (19. august, 1942)
- Torch: Engelsk-amerikansk invasion af fransk Nordafrika (November, 1942)
- Husky: Den allierede invasion af Sicilien (Juli 1943)
- Baytown: landgangsoperationer i Calabrien, Italien (September 1943)
- Avalanche: Landgangsoperationer nær Salerno, Italien (September 1943)
- Alacrity: Allierede flådepatruljer omkring Azorerne (1943)
- Shingle: Allieret landgang i Anzio-området, Italien (januar, 1944)
- Tungsten: Flyangreb på det tyske slagskib Tirpitz (April 1944)
- Croquet: Allierede patruljer ved Norge (1944)
- Potluck: Allierede patruljer ved Norge (1944)
- Neptune: landgangsfasen ved Operation Overlord (Juni 1944)
- Dragoon: Allied invasion af det sydlige Frankrig (August 1944)
- Deadlight: Sænkning af overgivne ubåde efter 2. verdenskrig (sent 1945/tidligt 1946)

### Efterkrigstiden
Efter 2. verdenskrig, den 7. juli 1945, besluttede den nye sovjetisk indsatte regering at genoplive den polske flåde og oprettede et flådehovedkvarter i Gdynia. Under den kolde krig oplevede den polske flåde en massiv udbygning, herunder et marinekorps med amfiebiekapacitet. Flåden anskaffede sig også et større antal sovjetiskproducerede krigsskibe herunder to destroyere, 2 missildestroyere, 13 ubåde og 17 missilfartøjer. En af de anskaffede ubåde var ef Kilo-klassen (ORP Orzeł) samt en modificeret missildestroyer af Kashin-klassen (ORP Warszawa). Mens Sovjetunionen stod for tilgangen af størstedelen af det polske krigsmateriel stod de polske skibsværfter stod for produktionen af landgangsfartøjer, minestrygere samt støttefartøjer. Den primære rolle for den polske flåde under Warszawapagten var holde kontrol med sejladsen i Østersøen såvel som landgangsoperatiopner i Danmark og Tyskland. Med Sovjetunionens kollaps, den efterfølgende opløsning af Warszawapagten og kommunismens fald endte denne rolle.

## Det 21. århundrede
Polens indlemmelse North Atlantic Treaty Organisation (NATO) har haft stor betydning for strukturen og opgavekomplekset i den polske flåde. Hvor flådens operative kommando tidligere koncentrerede sig om kystforsvar samt operationer i Østersøen, er det nu blevet samarbejde med internationale partnere. For at kunne leve op til disse ændringer, er der igangsat en større modernisering der gør Polen i stand til at udføre langvarige operationer i hele verden. Disse moderniseringer inkluderer et antal køb af krigsskibe i udlandet, såsom indkøbet af de fire norske Kobben-klasse ubåde, og to amerikanske fregatter af Oliver Hazard Perry-klassen fra USA. Flådens luftbrigade har også anskaffet et antal SH-2G Super Seasprite ASW-helikoptere. Desuden er Formoza-korpset højt værdsat.

## Flag og gøs
Det polske flådeflag er rødt flag med det polske militære symbol sammen med et anker, således det kan adskilles fra det normale forsvarsflag. Det er traditionelt set brugt ved flådestationer og ved flådens hovedkvarter i Gdynia.
Den polske gøs er baseret på en gøs fra det 17. århundrede, med et symbol som en krumsabel klar til at slå til mod fjenden. Gøsen blev for første gang anvendt under slaget ved Oliwa i 1627 mod Sverige under den Svensk-polske krig. Gøsen er normalt hejst fra skibets stævn og orlogsflaget fra flagspil agter når man ligger i havn. Gøsen brugt før 1955 og i perioden 1960 – 1993 var meget lig den oprindelige, men armen der holdt sablen var hudfarvet med et blåt ærme. I perioden 1955-59 benyttede man en tredje gøs.
| Orlogsflag (frem til 1945 og igen fra 1993) |
| Orlogsflag (frem til 1945 og igen fra 1993) |

| Gøs (fra 1993) |
| Gøs (fra 1993) |

| Orlogsflag fra støtteskibe |
| Orlogsflag fra støtteskibe |

| Det polske flådeflag |
| Det polske flådeflag |

## Organisation
Den polske flåde er organiseret i to flotiller og en luftbrigade:

### 3 Flotylla Okrętów (3. Skibsflotille, baseret i Gdynia)
| Division                                                      | Type           | Klasse                                      | Antal | Billede |
| ------------------------------------------------------------- | -------------- | ------------------------------------------- | ----- | ------- |
| Dywizjon Okrętów Podwodnych (Ubådsdivisionen)                 | Undervandsbåd  | Kilo-klassen                                | 1     |         |
| Dywizjon Okrętów Podwodnych (Ubådsdivisionen)                 | Undervandsbåd  | Kobben-klassen                              | 3     |         |
| Dywizjon Zwalczania Okrętów Podwnodnych (Antiubådsdivisionen) | Fregat         | Oliver Hazard Perry-klassen                 | 2     |         |
| Dywizjon Zwalczania Okrętów Podwnodnych (Antiubådsdivisionen) | Korvet         | Kaszub-klassen                              | 1     |         |
| Dywizjon Okrętów Rakietowych (Missilfartøjsdivisonen)         | Missilfartøj   | Orkan-klassen                               | 3     |         |
| Dywizjon Okrętów Rakietowych (Missilfartøjsdivisonen)         | Missilfartøj   | Tarantul-klassen                            | 2     |         |
| Dywizjon Okrętów Wsparcia (Støttedivisionen)                  | Redningsfartøj | Piast-klassen                               | 2     |         |
| Dywizjon Okrętów Wsparcia (Støttedivisionen)                  | Redningsfartøj | Zbyszko-klassen                             | 5     |         |
| Grupa Okrętów Rozpoznawczych (Rekognosceringsgruppen)         | Efterretning   | Nawigator-klassen (modificeret Moma-klasse) | 2     |         |

Derudover hører et antal enheder også under 3. skibsflotille:
- 9. Luftforsvarseskadrille (9. Dywizjion Przeciw Lotniczy)
- 43. Ingeniørbataljon (43. Batalion Saperów)
- 55. Kemisk krigsførelseskompagni ((55. Kompania Chemiczna)
- Flådens hovedkvarter (Komenda Portu Wojennego Gdynia)
- Den polske flådes tekniske base (Baza Techniczna Marynarki Wojennej)
- Hel-halvøen flådestation (Punkt Bazowania Hel)

### 8 Flotylla Obrony Wybrzeża (8. Kystforsvarsflotille, baseret i Świnoujście)
| Division                                                                          | Type               | Klasse                        | Antal | Billede |
| --------------------------------------------------------------------------------- | ------------------ | ----------------------------- | ----- | ------- |
| 2. Dywizjon Okrętów Transportowo-Minowych (2. Minelægnings og transport-division) | Støtteskib         | Kontradmirał Xawery Czernicki | 1     |         |
| 2. Dywizjon Okrętów Transportowo-Minowych (2. Minelægnings og transport-division) | Landgangsfartøj    | Lublin-klassen                | 5     |         |
| 12. Dywizjon Trałowców (12. Minestrygningsdivision)                               | Minestryger        | Gardno-klassen                | 16    |         |
| 12. Dywizjon Trałowców (12. Minestrygningsdivision)                               | Minerydningsfartøj | Krogulec-klassen              | 2     |         |

Derudover hører et antal enheder også under 3. skibsflotille:
- 8. Luftforsvarseskadrille (8. dywizjon przeciwlotniczy)
- 8. Ingeniørbataljon (8. batalion saperów)
- 30. kemiske krigsførelsesdivision (30. kompania chemiczna)
- Swinoujscie flådestation (Komenda Portu Wojennego w Świnoujściu )
- Kolobrzeg flådestation (Komenda Punktu Bazowania Okrętów w Kołobrzegu)

### Brygada Lotnictwa Marynarki Wojennej (1. Maritime luftbrigade)
| Type                           | Klasse                      | Antal | Billede |
| ------------------------------ | --------------------------- | ----- | ------- |
| Maritimt patruljefly Transport | PZL M-28 Bryza              | 14    |         |
| Antiubådskrigsførelse          | Kaman SH-2G Super Seasprite | 4     |         |
| Kamphelikopter                 | Mil Mi-2 Hoplite            | 5     |         |
| Transport                      | Mil Mi-17 Hip               | 5     |         |
| Transport                      | PZL W-3T Sokół              | 2     |         |
| SAR                            | PZL W-3RM Anakonda          | 4     |         |
| Antiubådskrigsførelse          | Mil Mi-14 Haze              | 10    |         |

Til sine tre eskadriller benytter flåden to flyvestationer:
- 43. Flyvestation (ved Gdynia/Darłowie)
  - 28. Eskadrille (baseret ved Gdynia)
  - 29. Eskadrille (baseret ved Gdynia/Darłowie
- 44. Flyvestation (ved Siemirowicach)
  - 30. Eskadrille (baseret ved Siemirowicach)

Den polske flådes hovedopgave er forsvar af polsk territorialfarvand, den polske kystlinie samt polske interesser udenlands. Sekundære roller inkluderer deltagelse i NATO-operationer samt Search and rescue-operationer i Østersøen.

## Den polske flådes rangorden

### Officersgruppen
| NATO-rang   | OF-10       | OF-9    | OF-8          | OF-7          | OF-6            | OF-5      | OF-4               | OF-3                  | OF-2              | OF-1                                       |
| ----------- | ----------- | ------- | ------------- | ------------- | --------------- | --------- | ------------------ | --------------------- | ----------------- | ------------------------------------------ |
| Distinktion |             |         |               |               |                 |           |                    |                       |                   |                                            |
| Polsk rang  | Findes ikke | Admirał | Admirał floty | Wiceadmirał   | Kontradmirał    | Komandor  | Komandor porucznik | Komandor podporucznik | Kapitan marynarki | Porucznik marynarki Podporucznik marynarki |
| Dansk rang  | Findes ikke | Admiral | Viceadmiral   | Kontreadmiral | Flotilleadmiral | Kommandør | Kommandørkaptajn   | Orlogskaptajn         | Kaptajnløjtnant   | Premierløjtnant Løjtnant                   |

### Sergent og meniggruppen
| NATO rang   | OR-9                               | OR-8                                                                   | OR-7           | OR-6        | OR-5                         | OR-4        | OR-3             | OR-2                | OR-1                                          |
| ----------- | ---------------------------------- | ---------------------------------------------------------------------- | -------------- | ----------- | ---------------------------- | ----------- | ---------------- | ------------------- | --------------------------------------------- |
| Distinktion |                                    |                                                                        |                |             |                              |             |                  |                     |                                               |
| Norsk rang  | Starszy chorąży sztabowy marynarki | Starszy chorąży marynarki/ Chorąży marynarki Młodszy chorąży marynarki | Starszy bosman | Bosman      | Bosmanmat                    | Starszy mat | Mat              | Starszy marynarz    | Marynarz                                      |
| Dansk rang  | Chefsergent                        | Seniorsergent                                                          | Oversergent    | Findes ikke | Sergent Værnepligtig sergent | Korporal    | Marinespecialist | Marineoverkonstabel | Marinekonstabel Marineelev Værnepligtig menig |